# Центральний півзахисник

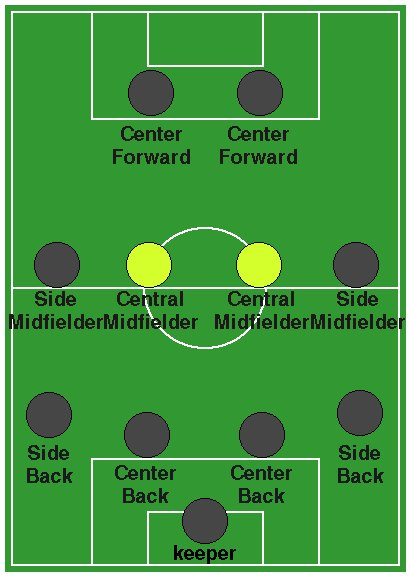
Центральні півзахисники на полі

Центральний півзахисник (англ. Central midfielder, італ. regista) у футболі займається організацією гри команди — створенням гольових моментів для себе або товаришів по команді. Також на нього покладаються деякі оборонні функції (відбір м'яча, високий пресинг).
До класичних центральних хавів можна віднести таких відомих гравців, як Зінедін Зідан, Пол Скоулз, Стівен Джеррард, Міхаель Баллак, Хуан Роман Рікельме, Франсеск Фабрегас, Веслі Снейдер, Френк Лемпард, Хаві Ернандес, Андрес Ін'єста.
Складно з цієї точки зору охарактеризувати таких гравців, як Рональдінью, Кака, Ліонель Мессі, Кріштіану Роналду. Вони грали значно ближче до лінії атаки, ніж це роблять класичні диспетчери, але теж інколи називаються центральними півзахисниками. Складно визначити і позицію Андреа Пірло, який грав здебільшого нижче.